# Klice
Klice – wieś sołecka w Polsce położona w województwie mazowieckim, w powiecie ciechanowskim, w gminie Regimin, nad rzeką Łydynią.
| SIMC    | Nazwa   | Rodzaj    |
| ------- | ------- | --------- |
| 0124564 | Mościce | część wsi |

Na części Klic ustanowiono odrębne sołectwo Mościce.
W latach 1975–1998 miejscowość administracyjnie należała do województwa ciechanowskiego.
W XIX wieku w Klicach było 10 gospodarstw i 98 mieszkańców (1827 r.) a pod koniec XIX wieku 15 gospodarstw i 182 mieszkańców.

## Zabytki
- zespół dworski w Klicach, XIX/XX, nr rej.: A-726 z 20.12.2006[9]:
  - dwór
  - park z ogrodem

## Postacie związane z miejscowością
W XIX wieku właścicielem majątku Mościce była rodzina Mościckich. W latach 60. XIX majątek po swym ojcu objął Faustyn Walenty Mościcki, ojciec Ignacego Mościckiego. Przyszły prezydent RP spędził w tym majątku najmłodsze lata dzieciństwa, do  1877 roku. Z Klic pochodziła również pierwsza małżonka Ignacego Mościckiego.